# KHO Huizingen
KHO Huizingen is een Belgische voetbalclub uit Huizingen. De club is aangesloten bij de KBVB met stamnummer 3676 en heeft geel en blauw als kleuren. 

## Geschiedenis
Hoger Op Huizingen werd opgericht op 28 december 1937 en sloot zich aan bij de Belgische voetbalbond. De club ging er in de provinciale reeksen spelen.
In 1960 verhuisde men naar een terrein op het Provinciedomein Huizingen. In 1965 werd Huizingen kampioen in Vierde Provinciale en promoveerde naar Derde Provinciale. In 1976 werd een nieuw stadion aan de Beemd ingehuldigd, het Sportstadion Omer Van Roy.
In 1977 zakte Huizingen weer naar het laagste niveau, Vierde Provinciale. Een jaar later werd men daar echter al vicekampioen en via een eindronde kon men in 1978 meteen weer de terugkeer naar Derde Provinciale behalen. Daar bleef men spelen, tot in 1983 weer een degradatie volgde. Dat jaar werd een tweede terrein aangelegd. In 1985 werd men al kampioen in Vierde en steeg men weer naar Derde Provinciale.
Bij het 50-jarig bestaan in 1987 werd de club koninklijk. In 1996 werd KHO Huizingen kampioen in Derde Provinciale en promoveerde voor het eerst naar Tweede Provinciale. Het verblijf daar duurde maar een paar seizoenen, want in 1998 zakte men weer naar Derde.
In 2006 degradeerde KHO Huizingen nog eens naar Vierde Provinciale. Men bleef enkele jaren op het laagste niveau, tot men dankzij een kampioenstitel in 2009 weer promoveerde zonder 1 wedstrijd te verliezen. In 2012 vierde KHO Huizingen zijn 75-Jarige bestaan. In het seizoen 2016-2017 promoveerde KHO Huizingen via de eindronde naar 2de provinciale.

## Resultaten
| Seizoen | Klasse | Klasse | Klasse | Klasse | Klasse | Klasse | Klasse | Klasse | Klasse | Reeks                                                    | Punten                                                   | Opmerkingen                                                 |
|         | 1A     | 1B     | 1Am    | 2Am    | 3Am    | P.I    | P.II   | P.III  | P.IV   | Vanaf 2016-17 zijn er 3 nationale en 2 regionale niveaus | Vanaf 2016-17 zijn er 3 nationale en 2 regionale niveaus | Vanaf 2016-17 zijn er 3 nationale en 2 regionale niveaus    |
| ------- | ------ | ------ | ------ | ------ | ------ | ------ | ------ | ------ | ------ | -------------------------------------------------------- | -------------------------------------------------------- | ----------------------------------------------------------- |
| 2016/17 |        |        |        |        |        |        |        | 2      |        | Derde prov. Brab. D                                      | 73                                                       | Promotie via eindronde                                      |
| 2017/18 |        |        |        |        |        |        | 5      |        |        | Tweede prov. Brab. B                                     | 52                                                       |                                                             |
| 2018/19 |        |        |        |        |        |        | 8      |        |        | Tweede prov. Brab. B                                     | 44                                                       |                                                             |
| 2019/20 |        |        |        |        |        |        | 8      |        |        | Tweede prov. Brab. B                                     | 35                                                       | competitie vroegtijdig stopgezet vanwege de coronapandemie. |
| 2020/21 |        |        |        |        |        |        | -      |        |        | Tweede prov. Brab. B                                     | -                                                        | competitie nietig verklaard vanwege de coronapandemie       |
| 2021/22 |        |        |        |        |        |        | 7      |        |        | Tweede prov. Brab. B                                     | 39                                                       |                                                             |
| 2022/23 |        |        |        |        |        |        | 11     |        |        | Tweede prov. Brab. A                                     | 38                                                       |                                                             |
| 2023/24 |        |        |        |        |        |        | 12     |        |        | Tweede prov. Brab. A                                     | 34                                                       |                                                             |
| 2024/25 |        |        |        |        |        |        | 5      |        |        | Tweede prov. Brab. A                                     | 48                                                       | Promotie via eindronde                                      |
| 2025/26 |        |        |        |        |        |        |        |        |        | Eerste prov. Brabant                                     |                                                          |                                                             |